# 高街肯辛頓站
高街肯辛頓站（英語：High Street Kensington tube station）是倫敦地鐵的一個車站，位於肯辛頓高街。高街肯辛頓站是環線的車站，位於倫敦第1收費區。肯辛頓拱廊是車站的入口。